# Black Eyed, Please
"Black Eyed, Please" é o décimo quinto episódio da vigésima quarta temporada de The Simpsons. Sua emissão ocorreu em 10 de março de 2013.

## Enredo
Ned Flanders não pode mais esconder a sua irritação com Homer e dá um soco no rosto dele. Na escola primária, uma nova professora substituta, parece odiar Lisa sem nenhuma razão particular e Lisa pretende entender o porquê.

## Audiência
O episódio foi assistido por 4.85 milhões de espectadores, e recebeu 2,2 pontos de audiência.